# Boophis williamsi
Boophis williamsi är en groddjursart som först beskrevs av Jean Guibé 1974.  Boophis williamsi ingår i släktet Boophis och familjen Mantellidae. IUCN kategoriserar arten globalt som akut hotad. Inga underarter finns listade.